# Milano-Modena 1949
La Milano-Modena 1949, trentaseiesima edizione della corsa, si svolse il 7 agosto 1949 su un percorso di 175 km. La vittoria fu appannaggio dell'italiano Guido De Santi, che completò il percorso in 4h28'00", alla media di 39,180 km/h, precedendo i connazionali Daniel Orts e Luciano Maggini.
Sul traguardo di Modena 48 ciclisti, su 86 partiti da Milano, portarono a termine la competizione.

## Ordine d'arrivo (Top 10)
| Pos. | Corridore       | Squadra          | Tempo    |
| ---- | --------------- | ---------------- | -------- |
| 1    | Guido De Santi  | Atala            | 4h28'00" |
| 2    | Daniel Orts     | -                | s.t.     |
| 3    | Luciano Maggini | Wilier Triestina | a 1'30"  |
| 4    | Renzo Zanazzi   | Viscontea        | s.t.     |
| 5    | Bruno Pontisso  | Arbos            | s.t.     |
| 6    | Renzo Soldani   | Legnano          | s.t.     |
| 7    | Enzo Bellini    | Bartali-Gardiol  | s.t.     |
| 7    | Enzo Nannini    | Fiorelli         | ex æquo  |
| 7    | Alfredo Martini | Wilier Triestina | ex æquo  |
| 10   | Giuseppe Doni   | Fréjus           | s.t.     |